# Notion (aplicativo)
Notion é um aplicativo da web freemium para produtividade e anotações desenvolvido pela Notion Labs Inc. Ele oferece ferramentas organizacionais, incluindo gerenciamento de tarefas, rastreamento de projetos, listas de tarefas e marcadores . Recursos off-line adicionais são oferecidos por aplicativos de desktop e móveis disponíveis para Windows, macOS, Android e iOS . Os usuários podem criar modelos personalizados, incorporar vídeos e conteúdo da web e colaborar com outras pessoas em tempo real .

## História
A Notion Labs Inc, uma empresa start-up sediada em São Francisco, foi fundada em 2013. Os fundadores recusaram-se a encontrar-se com capitalistas de risco ou a discutir a aquisição de uma avaliação mais elevada.
Em março de 2018, o Notion 2.0 foi lançado. Recebeu elogios no site "Product Hunt" como Produto n.º 1 do Mês,  e foi apresentado num artigo no jornal americano "The Wall Street Journal". A empresa tinha menos de 10 funcionários quando isso aconteceu. 
Em junho de 2018, um aplicativo oficial para o Android foi lançado. 
Em setembro de 2019, a empresa anunciou que havia atingido 1 milhão de usuários. 
Em abril de 2020, a empresa angariou uma ronda com uma valorização de 2 mil milhões de dólares com 4 milhões de usuários. 

## Interrupções
Em 12 de fevereiro de 2021, Notion sofreu uma interrupção que durou várias horas, impedindo os usuários de entrarem nos seus arquivos. Foi alegadamente causado por queixas de phishing que provocaram uma interrupção temporária no domínio do Notion.